# Ali Fallahijan

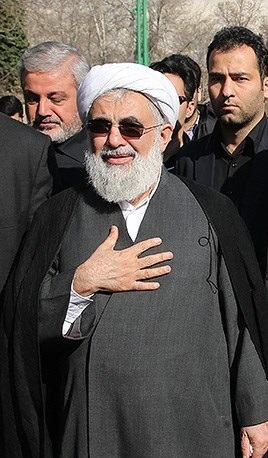

Ali Fallahijan (ur. 23 października 1945) – irański duchowny i polityk, w latach 1989–1997 minister wywiadu Iranu.

## Życiorys
Jest duchownym szyickim, hodżdżatoeslamem, kształcił się w seminarium duchownym w Ghom. Związany z konserwatywnym skrzydłem irańskiej elity władzy.
W 1989 prezydent Ali Akbar Haszemi Rafsandżani mianował go ministrem wywiadu.  W okresie kierowania przez niego ministerstwem, w sierpniu 1991, irańskie służby przeprowadziły zamach na byłego premiera Iranu Szapura Bachtijara, przebywającego na emigracji w Paryżu, zaś we wrześniu 1992 – na trzech przywódców Kurdów irańskich, w tym Sadegha Szarafkandiego, sekretarza generalnego Demokratycznej Partii Irańskiego Kurdystanu. W 1997 w związku z tym zamachem berliński sąd wystąpił o międzynarodowy nakaz aresztowania Fallahijana, jak również prezydenta Rafsandżaniego i Najwyższego Przywódcy Iranu Alego Chameneiego, których oskarżono o zainspirowanie i organizację zamachu. Fallahijan jest również na liście poszukiwanych Interpolu w związku z zamachem na izraelskie centrum kulturalne w Buenos Aires w 1996. Do jego zorganizowania przyznał się Islamski Dżihad, jednak o współorganizację ataku oskarżany jest również wywiad irański i specjalna jednostka Korpusu Strażników Rewolucji Islamskiej – siły Ghods.
Fallahijan pozostawał na stanowisku do 1997, gdy nowym prezydentem Iranu został zwolennik reform Mohammad Chatami. Podejrzewany jest o zainspirowanie i zorganizowanie, już po tej dacie, serii zabójstw irańskich intelektualistów-krytyków rządu. Zasiadał w Zgromadzeniu Ekspertów.
W 2001 Ali Fallahijan wystartował w wyborach prezydenckich w Iranie, zdobywając 0,2% głosów.